# Junioreuropamästerskapet i ishockey 1975
Junioreuropamästerskapet i ishockey 1975 var 1975 års upplaga av turneringen.

## Grupp A
Spelades i Grenoble i Frankrike under perioden 21-30 mars 1975.
| Lag                | Sovjetunionen | Tjeckoslovakien | Sverige | Finland | Polen | Västtyskland | gjorda mål/insläppta mål | poäng |
| ------------------ | ------------- | --------------- | ------- | ------- | ----- | ------------ | ------------------------ | ----- |
| 1. Sovjetunionen   | —             | 3-4             | 8-0     | 4-1     | 10-2  | 7-1          | 32-08                    | 8     |
| 2. Tjeckoslovakien | 4-3           | —               | 3-4     | 3-1     | 7-1   | 8-4          | 25-13                    | 8     |
| 3. Sverige         | 0-8           | 4-3             | —       | 6-1     | 11-2  | 15-3         | 36-17                    | 8     |
| 4. Finland         | 1-4           | 1-3             | 1-6     | —       | 4-3   | 3-3          | 10-19                    | 3     |
| 5. Polen           | 2-10          | 1-7             | 2-11    | 3-4     | —     | 6-2          | 14-34                    | 2     |
| 6. Västtyskland    | 1-7           | 4-8             | 3-15    | 3-3     | 2-6   | —            | 13-39                    | 1     |

Inget lag nedflyttat på grund av beslut att utöka A-gruppen från sex till åtta lag.

## Priser och utmärkelser
- Poängkung: Kent Nilsson, Sverige (10 poäng)
- Bästa målvakt: Sergej Babiriko, Sovjetunionen
- Bästa försvarare: Björn Johansson
- Bästa anfallare: Karel Holy, Tjeckoslovakien

## Grupp B
Spelades i Herisau i Schweiz under perioden 15-22 mars 1975.

### Första omgången
grupp 1
| Lag            | Schweiz | Jugoslavien | Danmark | Österrike | gjorda mål/insläppta mål | poäng |
| -------------- | ------- | ----------- | ------- | --------- | ------------------------ | ----- |
| 1. Schweiz     | —       | 16-3        | 13-1    | 9-1       | 38-05                    | 6     |
| 2. Jugoslavien | 3-16    | —           | 7-0     | 4-4       | 14-20                    | 3     |
| 3. Danmark     | 1-13    | 0-7         | —       | 10-1      | 11-21                    | 2-4   |
| 4. Österrike   | 1-9     | 4-4         | 1-10    | —         | 06-23                    | 1     |

grupp 2
| Lag          | Bulgarien | Rumänien | Norge | Frankrike | gjorda mål/insläppta mål | poäng |
| ------------ | --------- | -------- | ----- | --------- | ------------------------ | ----- |
| 1. Bulgarien | —         | 5-5      | 5-1   | 10-3      | 20-09                    | 5     |
| 2. Rumänien  | 5-5       | —        | 4-4   | 5-5       | 14-14                    | 3     |
| 3. Norge     | 1-5       | 4-4      | —     | 4-3       | 09-12                    | 3     |
| 4. Frankrike | 3-10      | 5-5      | 3-4   | —         | 11-19                    | 1     |

### Placeringsmatcher
| Sjunde plats | Österrike   | 7-4 (2-1, 2-0, 3-3) | Frankrike |  |
| Femte plats  | Norge       | 3-1 (2-1, 0-0, 1-0) | Danmark   |  |
| Tredje plats | Jugoslavien | 4-3 (0-1, 3-1, 1-1) | Rumänien  |  |
| Final        | Schweiz     | 7-6 (4-0, 2-4, 1-2) | Bulgarien |  |

Schweiz och Bulgarien uppflyttade till 1976 års A-grupp.

### Fotnoter
1. ↑  ”Championnat d'Europe 1975 des moins de 19 ans” (på franska). Hockeyarchives. 16 mars 1975. http://www.passionhockey.com/hockeyarchives/U-19_1975.htm. Läst 29 november 2014.